# Јанош Дунаи
Јанош Дунаи (мађ. Dunai János, срп. Dujmov Iván; Гара, 26. јун 1937 — Печуј, 13. фебруар 2025) био је мађарски фудбалер који играо на позицији нападача за мађарски прволигашки клуб клуб Печуј и фудбалску репрезентацију Мађарске. Био је члан репрезентације Мађарске која је освојила бронзану медаљу на Летњим олимпијским играма 1960. у Риму, Италија.

## Каријера

### Клуб
Прво је играо у тиму Бајаи Бачка  у трећој мађарској лиги НБ  III, а затим је каријеру наставио у Дожи из Печуја.

### Репрезентација
Године 1960. једном је наступао за репрезентацију, био је седмоструки олимпијски репрезентативац (1959–60), 12 пута је играо за омладинску репрезентацију (1959–61), а шест пута за Б репрезентацију (1959–65). На Олимпијским играма 1960. године одиграо је четири утакмице и постигао пет голова. У групној фази два гола је дао против Перуа, два против Француске и један гол против Италије у утакмици за треће место

### Менаџер
Између 1. јула 1985. и 30. јуна 1986. био је извршни председник Халадаша из Кестхеља и члан одбора Фудбалског савеза Барања.